# ترانه‌شناسی هری استایلز
هری استایلز خواننده-ترانه‌سرای انگلیسی است که تاکنون دو آلبوم استودیویی، یک آلبوم چندآهنگه، یک آلبوم ویدئویی، هفت تک‌آهنگ، یک تک‌آهنگ تبلیغاتی و شش موزیک ویدئو منتشر کرده‌است. درابتدا حرفه‌اش را به عنوان یکی از اعضای گروه پسرانه وان دایرکشن آغاز کرد، اما بعداً گروه در وقفه‌ای نامشخص قرار گرفت. در سال ۲۰۱۶، قرارداد ضبطی با کلمبیا رکوردز امضا کرد و فعالیتش را به‌طور مستقل ادامه داد. او نخستین آلبوم استودیویی‌اش، هری استایلز را در مه ۲۰۱۷ منتشر کرد که در صدر جدول‌های متعدد بین‌المللی موسیقی قرار گرفت. تک‌آهنگ اصلی، «نشانه زمان» در صدر جدول تک‌آهنگ‌های بریتانیا قرار گرفت که به موفقیتی بین‌المللی رسید. آلبوم با تک‌آهنگ‌هایی دیگر پشتیبانی شد.
دومین آلبوم استودیویی استایلز، خط باریک در دسامبر ۲۰۱۹ منتشر شد. آلبوم با چهار تک‌آهنگ شامل «چراغ‌ها روشن»، «ستودن تو»، «افتادن» و «هندوانه شیرین» پشتیبانی شد. آلبوم در صدر بیلبورد ۲۰۰ قرار گرفت که استایلز را به نخستین هنرمند مرد انگلیسی تبدیل کرد که دو آلبوم اولش در ایالات متحده صدرنشین هستند. آلبوم سه هفته متوالی در ایالات متحده قرار داشت، که به بیشترین زمان ماندگاری آغازین توسط هنرمند مرد انگلیسی تبدیل شد.

## آلبوم‌ها

### آلبوم‌های استودیویی
| عنوان       | توضیحات                                                                       | موقعیت در جدول‌ها | موقعیت در جدول‌ها | موقعیت در جدول‌ها | موقعیت در جدول‌ها | موقعیت در جدول‌ها | موقعیت در جدول‌ها | موقعیت در جدول‌ها | موقعیت در جدول‌ها | موقعیت در جدول‌ها | موقعیت در جدول‌ها | فروش               | گواهی‌نامه‌ها |
| عنوان       | توضیحات                                                                       | پادشاهی متحد     | استرالیا         | کانادا           | فرانسه           | ایرلند           | ایتالیا          | نیوزیلند         | سوئد             | سوئیس            | ایالات متحده     | فروش               | گواهی‌نامه‌ها |
| ----------- | ----------------------------------------------------------------------------- | ---------------- | ---------------- | ---------------- | ---------------- | ---------------- | ---------------- | ---------------- | ---------------- | ---------------- | ---------------- | ------------------ | --- |
| هری استایلز | - انتشار: ۱۲ مه ۲۰۱۷ - ناشر: کلمبیا - فرمت: دانلود موسیقی، سی‌دی، آلبوم پرآهنگ | ۱                | ۱                | ۱                | ۲                | ۱                | ۲                | ۲                | ۳                | ۳                | ۱                | - جهانی: ۱٬۰۰۰٬۰۰۰ | - بریتانیا: طلا - استرالیا: پلاتین - ایتالیا: طلا - کانادا: پلاتین - آمریکا: پلاتین - نیوزیلند: طلا - فرانسه: طلا |

### آلبوم‌های زنده
| عنوان               | جزئیات آلبوم                                                | یادداشت‌ها |
| ------------------- | ----------------------------------------------------------- | --- |
| تک‌آهنگ‌های اسپاتیفای | - انتشار: ۲۷ سپتامبر ۲۰۱۷ - ناشر: کلمبیا - فرمت: رسانه جاری | - آلبوم آکوستیک زنده منحصراً برای اسپاتیفای ثبت شده‌است. این شامل اجرای زنده «دو روح» و «گرل کراش» از لیتل بیگ تاون است. |

## تک‌آهنگ‌ها

### به عنوان خواننده اصلی
| عنوان                                                                         | سال  | موقعیت در جدول‌ها | موقعیت در جدول‌ها | موقعیت در جدول‌ها | موقعیت در جدول‌ها | موقعیت در جدول‌ها | موقعیت در جدول‌ها | موقعیت در جدول‌ها | موقعیت در جدول‌ها | موقعیت در جدول‌ها | موقعیت در جدول‌ها | گواهی‌نامه‌ها | آلبوم       |
| عنوان                                                                         | سال  | پادشاهی متحد     | استرالیا         | کانادا           | فرانسه           | ایرلند           | ایتالیا          | نیوزیلند         | سوئد             | سوئیس            | ایالات متحده     | گواهی‌نامه‌ها | آلبوم       |
| ----------------------------------------------------------------------------- | ---- | ---------------- | ---------------- | ---------------- | ---------------- | ---------------- | ---------------- | ---------------- | ---------------- | ---------------- | ---------------- | --- | ----------- |
| «نشانه زمان»                                                                  | ۲۰۱۷ | ۱                | ۱                | ۶                | ۳                | ۶                | ۹                | ۶                | ۱۵               | ۴                | ۴                | - بریتانیا: پلاتین - استرالیا: ۳× پلاتین - ایتالیا: ۲× پلاتین - سوئد: ۲× پلاتین - کانادا: ۳× پلاتین - ایالات متحده: ۲× پلاتین - نیوزیلند: طلا - فرانسه: پلاتین | هری استایلز |
| «دو روح»                                                                      | ۲۰۱۷ | ۵۸               | —                | ۹۱               | —                | ۶۶               | —                | —                | —                | —                | —                | | هری استایلز |
| «کیوی»                                                                        | ۲۰۱۷ | ۶۶               | ۹۲               | —                | —                | ۷۲               | —                | —                | —                | —                | —                | | هری استایلز |
| نشانهٔ «—» مواردی را نشان می‌دهد که در آن کشور منتشر نشده یا به جدول نرسیده‌اند. |      |                  |                  |                  |                  |                  |                  |                  |                  |                  |                  | |             |

### تک‌آهنگ‌های تبلیغاتی
| عنوان         | سال  | موقعیت در جدول‌ها | موقعیت در جدول‌ها | موقعیت در جدول‌ها | موقعیت در جدول‌ها | موقعیت در جدول‌ها | موقعیت در جدول‌ها | موقعیت در جدول‌ها | موقعیت در جدول‌ها | موقعیت در جدول‌ها | گواهی‌نامه‌ها                                                | آلبوم       |
| عنوان         | سال  | پادشاهی متحد     | استرالیا         | کانادا           | فرانسه           | ایرلند           | ایتالیا          | نیوزیلند         | سوئد             | ایالات متحده     | گواهی‌نامه‌ها                                                | آلبوم       |
| ------------- | ---- | ---------------- | ---------------- | ---------------- | ---------------- | ---------------- | ---------------- | ---------------- | ---------------- | ---------------- | ---------------------------------------------------------- | ----------- |
| «موجود شیرین» | ۲۰۱۷ | ۴۶               | ۳۹               | ۶۹               | ۵۲               | ۳۷               | ۸۵               | ۳۹               | ۹۵               | ۹۳               | - بریتانیا: نقره - استرالیا: طلا - کانادا: طلا - سوئد: طلا | هری استایلز |

## سایر آهنگ‌های راه یافته به جدول‌ها
| «من را در راهرو ملاقات کن»                                                    | ۲۰۱۷ | ۶۴ | ۱۰۰ | ۵۶ | — | — | —  | هری استایلز |
| «کارولینا»                                                                    | ۲۰۱۷ | ۵۱ | ۸۳  | ۴۹ | ۱ | ۸ | ۱۴ | هری استایلز |
| «فقط فرشته»                                                                   | ۲۰۱۷ | ۸۰ | —   | ۸۵ | — | ۱ | —  | هری استایلز |
| «همیشه نیویورک است»                                                           | ۲۰۱۷ | ۸۷ | —   | ۷۸ | — | — | —  | هری استایلز |
| «زن»                                                                          | ۲۰۱۷ | ۹۹ | —   | ۸۷ | — | — | —  | هری استایلز |
| «از میز ناهار خوری»                                                           | ۲۰۱۷ | —  | —   | ۹۱ | — | — | —  | هری استایلز |
| نشانهٔ «—» مواردی را نشان می‌دهد که در آن کشور منتشر نشده یا به جدول نرسیده‌اند. |      |    |     |    |   |   |    |             |

## یادداشت
1. ↑  «دو روح» در ۱۰۰ آهنگ داغ بیلبورد ثبت نشده‌است، اما به شماره ۱۸ در فوران کننده زیر ۱۰۰ آهنگ داغ رسید.[۳۰]

## واژه‌نامه
1. ↑  Spotify Singles
2. ↑  Meet Me in the Hallway
3. ↑  Carolina
4. ↑  Only Angel
5. ↑  Ever Since New York
6. ↑  Woman
7. ↑  From the Dining Table